# Groix-i csata
A második groix-i csata 1795. június 23-án zajlott le a francia forradalmi háborúk idején Franciaország nyugati partjainál.
A brit flotta 14 sorhajója Alexander Hood tengernagy (Lord Bridport) parancsnoksága alatt üldözte a francia flotta Louis Thomas Villaret de Joyeuse tengernagy vezette 12 hajóját délnyugat felé. A Groix-szigetnél (Île de Groix) érte utol őket. A harc 2 óra 40 percig tartott. A briteknek három francia hajót sikerült elfogniuk, de az admirális abbahagyta az ellenség üldözését, mert a hajók túl közel kerültek a parthoz. Alexander Hood admirálist sokat bírálták a tengerészetnél, mert nem aratott döntő győzelmet.

## Csatarend
(hajó neve, ágyúk száma, parancsnok)

### Brit hajók
- HMS Royal George 100 (zászlóshajó, William Domett kapitány)
- HMS HMSQueen Charlotte 100 (Andrew Snape Douglas)
- HMS Queen 98 (William Bedford)
- HMS London 98 (Edward Griffith)
- HMS Prince of Wales 98 (1794) (John Bazely)
- HMS Prince 98 (Charles Powell Hamilton[1])
- HMS Barfleur 98 (James Richard Dacres)
- HMS Prince George 98 (William Edge)
- HMS Sans Pareil 80 (William Browell)
- HMS Valiant 74 (Christopher Parker)
- HMS Orion 74 (James Saumarez)
- HMS Irresistible 74 (Richard Grindall)
- HMS Russell 74 (Thomas Larcom)
- HMS Colossus 74 (John Monkton)
- HMS Thalia 36 (Captain Lord Henry Paulet)
- HMS Nymphe 36 (Captain George Murray)
- HMS Aquilon 32 (Robert Barlow)
- HMS Astraea 32 (Richard Lane)
- HMS Babet 20 (Edward Codrington)
- HMS Maegera (Henry Blackwood)
- HMS Incendiary (John Draper)
- HMS Charon (kórházhajó, Walter Locke)
- HMS Argus (lugger)
- HMS Dolly (lugger)

### Francia hajók
Peuple Souverain 118
- Alexandre 74 (François-Charles Guillemet) - elfogva
- Droits de l'Homme 74
- Formidable 74 (Charles-Alexandre Durand-Linois) - elfogva
- Fougueux 74
- Jean Bart 74
- Mucius 74
- Nestor 74
- Révolutionnaire
- Redoutable 74
- Tigre 74 (Jacques Bedout) - elfogva
- Wattignies* 74
- Zélé 74

## Fordítás
- Ez a szócikk részben vagy egészben  a   Battle of Groix című angol Wikipédia-szócikk fordításán alapul.  Az eredeti cikk szerkesztőit annak laptörténete sorolja fel. Ez a jelzés csupán a megfogalmazás eredetét és a szerzői jogokat jelzi, nem szolgál a cikkben szereplő információk forrásmegjelöléseként.